# Авіаносці типу «Індепенденс»
Авіаносці типу «Індепенденс» (англ. Independence class) — серія легких авіаносців США часів Другої світової війни.

## Представники
| Назва                                         | Номер       | Закладений           | Спущений на воду     | Вступив у стрій        | Доля |
| --------------------------------------------- | ----------- | -------------------- | -------------------- | ---------------------- | --- |
| Індепенденс Independence                      | CVL-22      | 1 травня 1941 року   | 22 серпня 1942 року  | 1 січня 1943 року      | 25 липня 1946 року сильно пошкоджено під час випробування ядерної зброї біля атолу Бікіні. Виключений зі списків 28 серпня 1946 року, затоплений при випробуванні нових зразків зброї 29 січня 1951 року |
| Прінстон Princeton                            | CVL-23      | 2 червня 1941 року   | 18 жовтня 1942 року  | 25 лютого 1943 року    | Потоплений в жовтні 1944 року в битві в затоці Лейте |
| Белло Вуд Belleau Wood Буа Белло Bois Belleau | CVL-24 R 97 | 11 серпня 1941 року  | 6 грудня 1942 року   | 31 березня 1943 року   | 13 січня 1947 виключений зі списків. В 1953 році переданий Франції. Розібраний 1 жовтня 1960 року. |
| Коупенс Cowpens                               | CVL-25      | 17 грудня 1941 року  | 17 січня 1943 року   | 28 травня 1943 року    | Виключений зі списків 1 листопада 1959 року. Проданий на злам в 1960 році. |
| Монтерей Monterey                             | CVL-26      | 29 грудня 1941 року  | 28 лютого 1943 року  | 17 червня 1943 року    | Виключений зі списків 15 січня 1956 року. Проданий на злам в травні 1971 року |
| Ленглі Langley Лафаєт Lafayette               | CVL-27 R 96 | 11 квітня 1942 року  | 22 травня 1943 року  | 31 серпня 1943 року    | Виключений зі списків 11 лютого 1947 року. Переданий Франції в 1951 році. Проданий на злам в 1964 році.                                                                                                  |
| Кебот Cabot Дедало Dedalo                     | CVL-28 R 01 | 13 березня 1942 року | 4 квітня 1943 року   | 24 липня 1943 року     | Виключений зі списків 12 лютого 1947 року. Перекласифікований в 1948 році в навчальний авіаносець. Переданий Іспанії в 1967 році. Прапор спущено в 1989 році. Розібраний в 2002 році.                    |
| Батаан Bataan                                 | CVL-29      | 31 серпня 1942 року  | 1 серпня 1943 року   | 17 листопада 1943 року | Виключений зі списків 9 квітня 1954 року. Прапор спущено в 1959 році. Проданий на злам в 1961 році. |
| Сан-Джасінто San Jacinto                      | CVL-30      | 26 жовтня 1942 року  | 26 вересня 1943 року | 15 грудня 1943 року    | Виключений зі списків 1 червня 1970 року. Проданий на злам 15 грудня 1971 року. |

## Історія створення
На початковому етапі війни, коли ВМС США втратили чотири авіаносці, на Тихому океані залишався тільки один авіаносець, «Ентерпрайз». Авіаносці типу «Ессекс» за планами, мали вступити у стрій тільки в наступному, 1943 році. В цих умовах ВМС США вирішили побудувати дев'ять авіаносців типу «Індепенденс», базою для яких стали недобудовані легкі крейсери типу «Клівленд».
Після війни, через свої малі розміри, які не дозволяли використовувати на них нові літаки, ці авіаносці швидко застаріли та були виведені в резерв у 1946—1947 роках. Два з них були згодом переобладнані у протичовнові авіаносці та залишались у строю до 1954—1956 років, два були передані Франції, один — Іспанії, за програмою військової взаємодопомоги. Решта з резерву вже не виводились і були згодом пущені на злам. Французькі авіаносці залишались на озброєнні ВМС Франці до 1961—1963 років, допоки їх не змінили авіаносці типу «Клемансо», іспанський залишався у строю до 1989 року.

## Конструкція

### Корпус
Для забезпечення остійності їх корпуси оснастили булями, що збільшило ширину приблизно на 1,5 м.
Енергетична установка залишилась попередньою. Незважаючи на збільшення водотоннажності, ширини та осадки корпуса, швидкість зменшилась мало. Так, «Сан-Джасінто» на випробуваннях при водотоннажності 14 200 тонн розвинув швидкість 31,74 вузла (58,8 км/г).
Політна палуба (169,2 х 22,3 м) оснащувалась однією гідропневматичною катапультою та комплектом аерофінішерів. У 1944—1945 роках всі авіаносці отримали другу таку саму катапульту. Після війни катапульти замінили на потужніші. Два літакопідйомника (12,8 х 13,4 м) могли підіймати машини масою до 12,7 тонн.
Площа ангара 78,6×16,7 м, висота 5,3 м) була меншою, ніж в ескортних авіаносців типів «Боуг» і «Касабланка». Це зумовлювало головний недолік проєкту: малу чисельність авіагрупи. Відповідно, був невеликий і авіаційний боєзапас: 24 торпеди, 72 бомби по 454 кг, 72 бомби по 227 кг, 162 менших бомб. Запас бензину становив 462 690 л.

### Озброєння
Артилерійське озброєння складалось з двох чотириствольних 40-мм «бофорсів», вісьми спарених та шістнадцяти одиночних 20-мм зенітних автоматів. В ході бойових дій кількість зенітних автоматів постійно змінювалась. Так, в 1945 році CVL-22, CVL-24, CVL-29 мали по 28 стволів 40-мм автоматів та 4 20-мм автомати. CVL-25-28 мали по 18 40-мм автоматів та 16 20-мм автоматів.
Кораблі були оснащені радарами SK, SC-2, SG та радіомаяком YE.

## Характеристика проєкту
Авіаносці типу «Індепенденс» зарекомендували себе як доволі вдалі, хоча й «тісні» кораблі. Їх авіагрупи та дальність плавання були удвічі менші, ніж у авіаносців типу «Ессекс». Тим не менше, вони досить активно брали участь у війні з Японією.

## Галерея

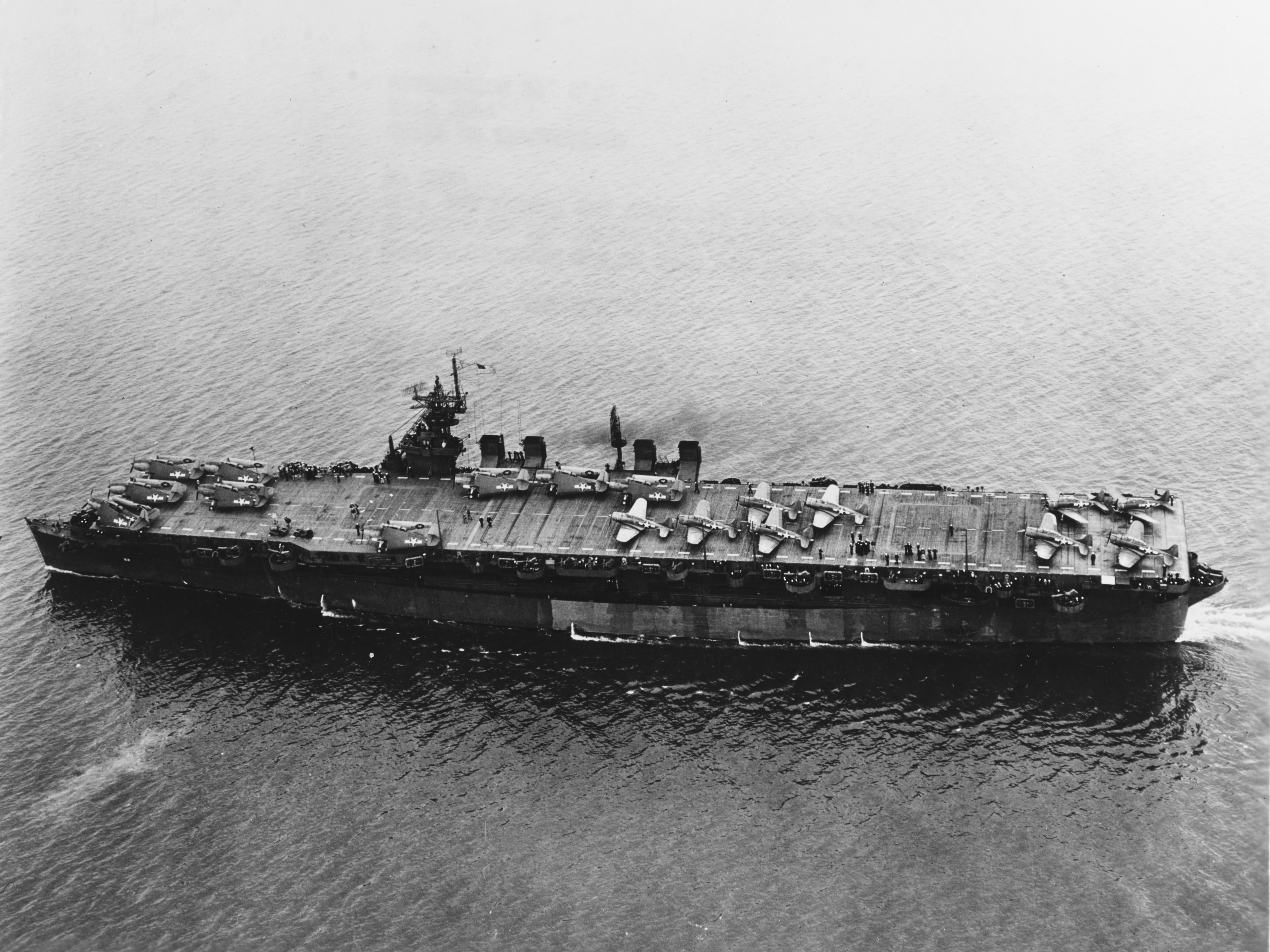
«Індепенденс» в 1943 році
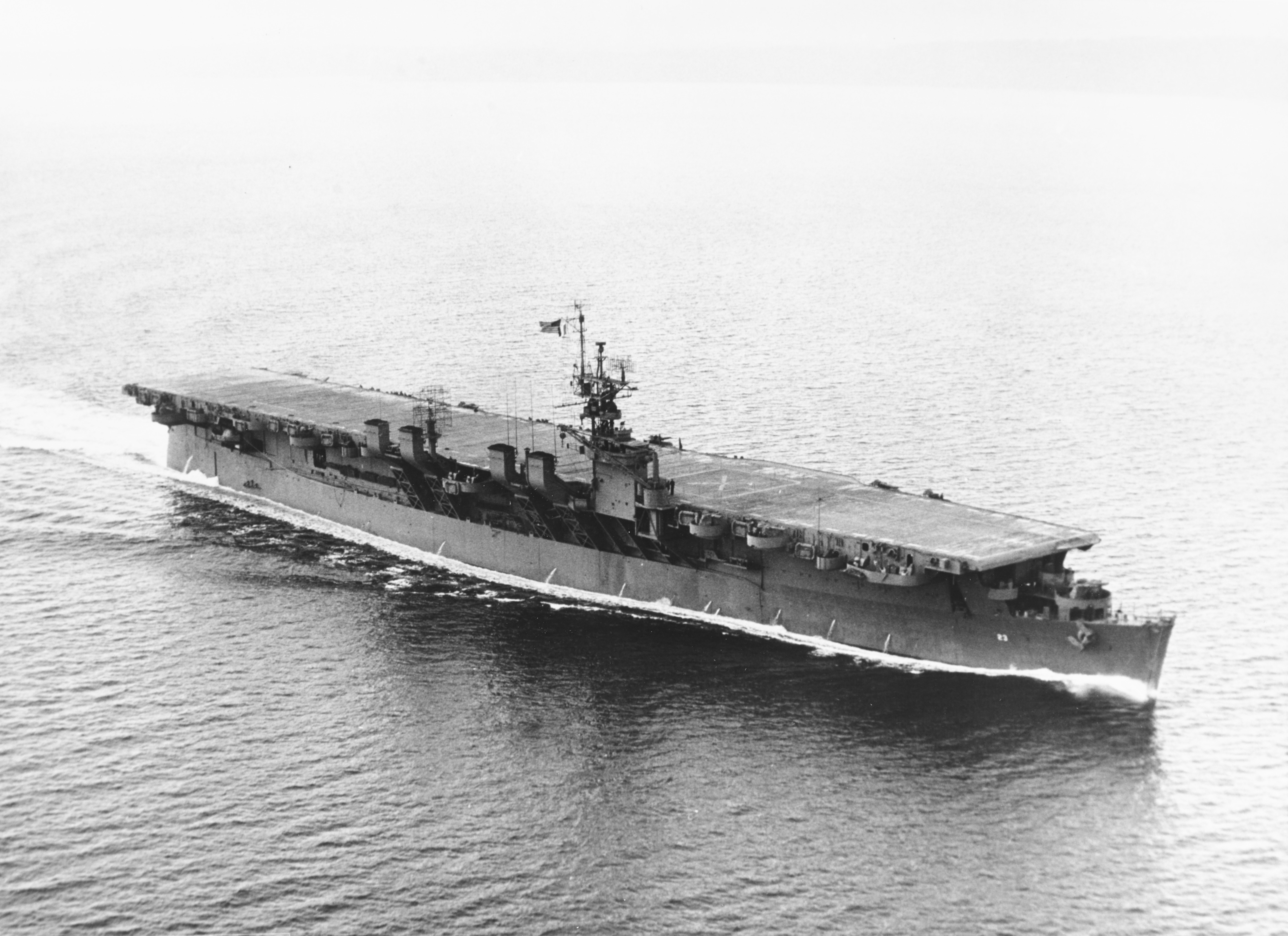
«Прінстон» в 1944 році
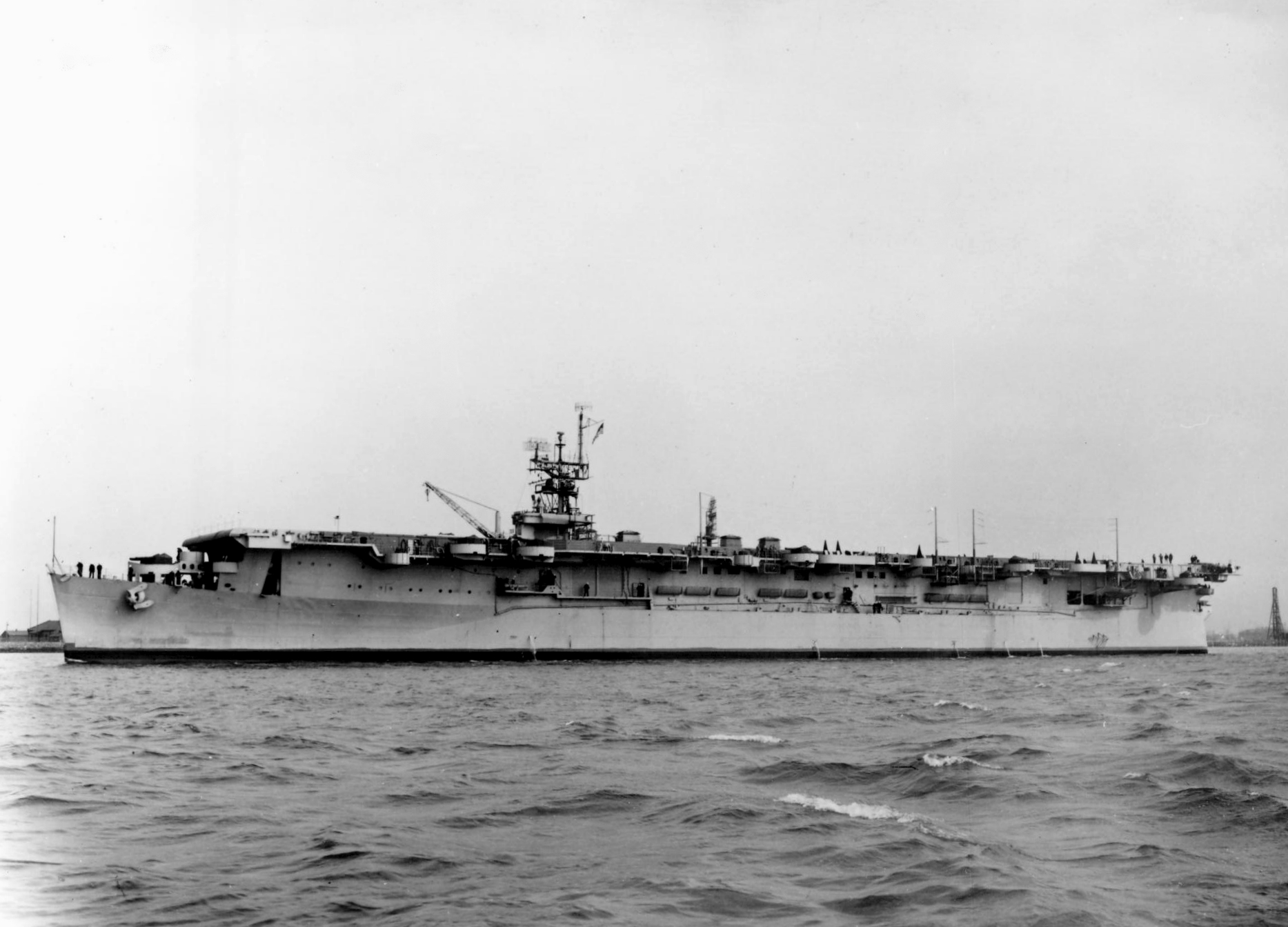
«Белло Вуд» в 1943 році
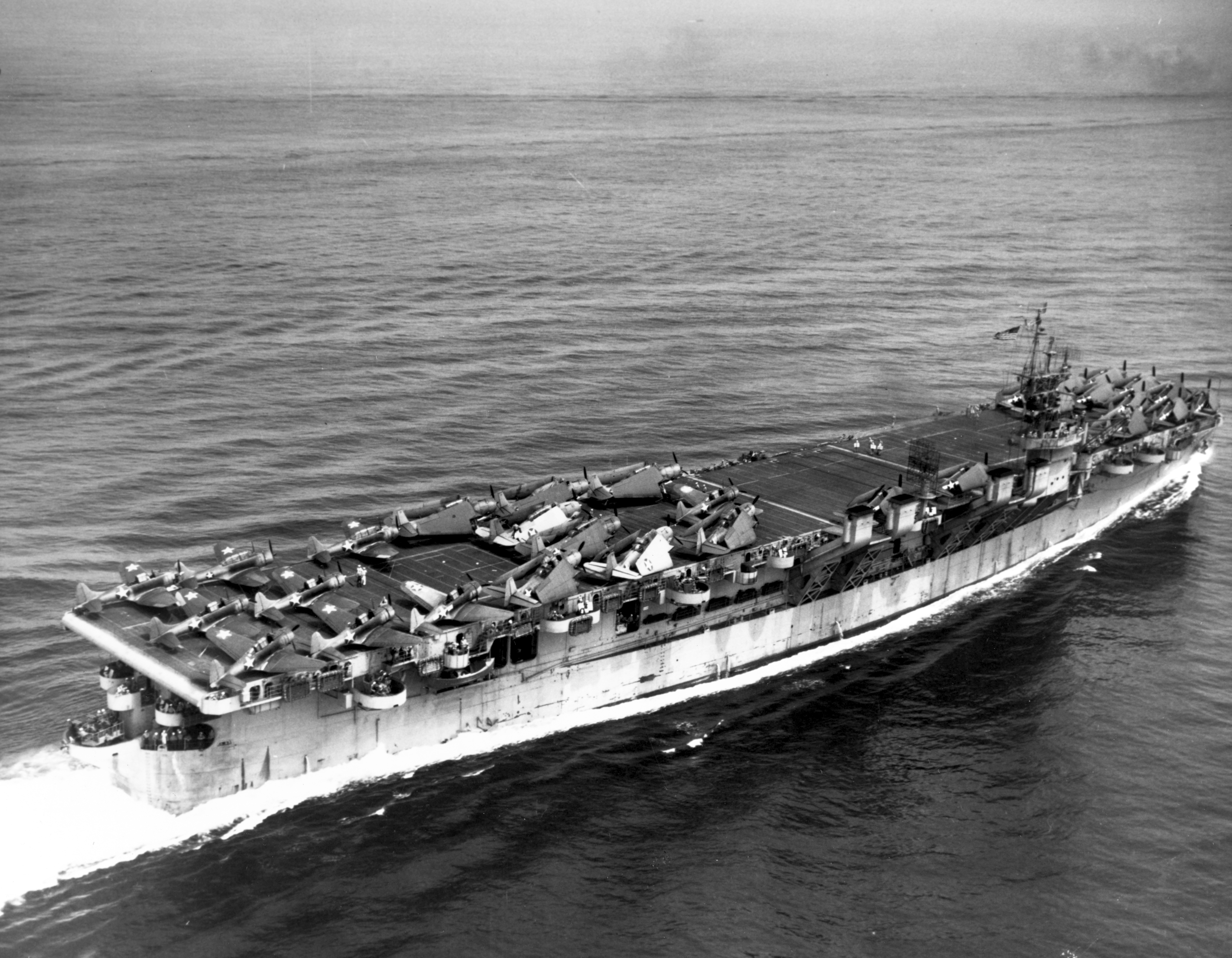
«Коупенс» в 1943 році
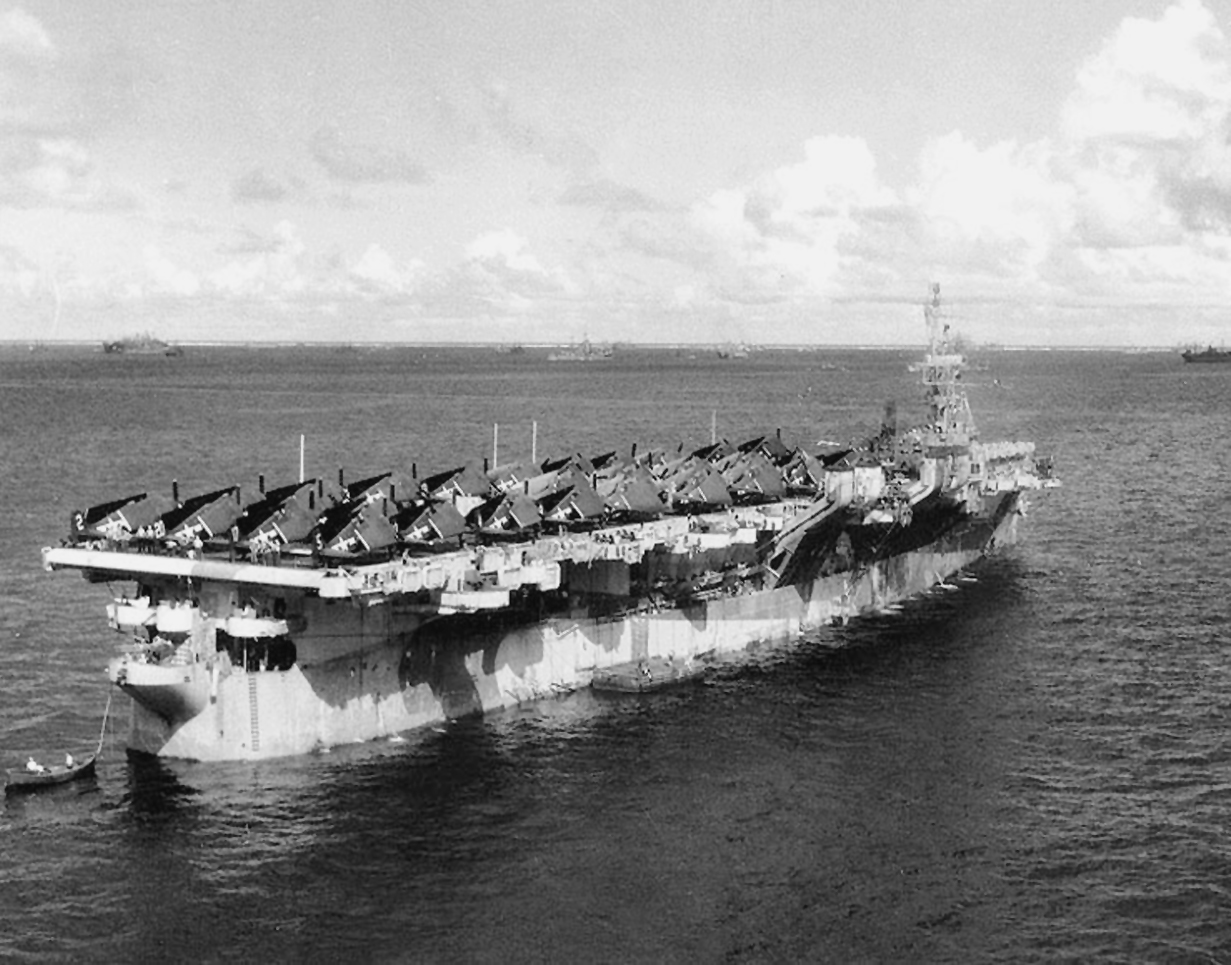
«Монтерей» в 1944 році
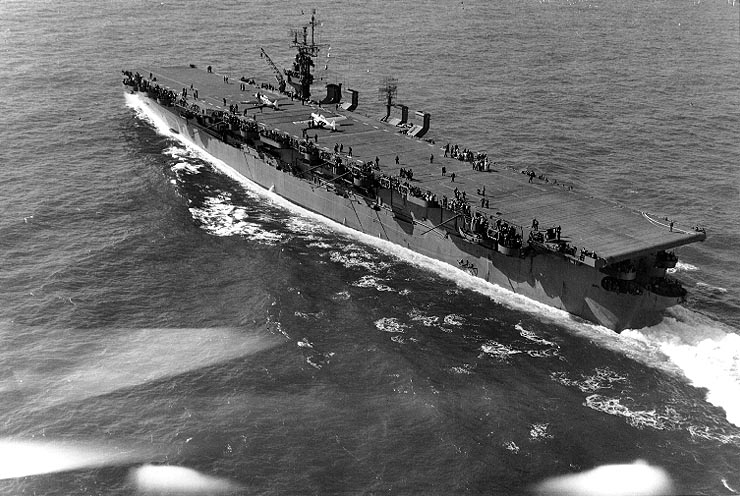
«Ленглі» в 1943 році
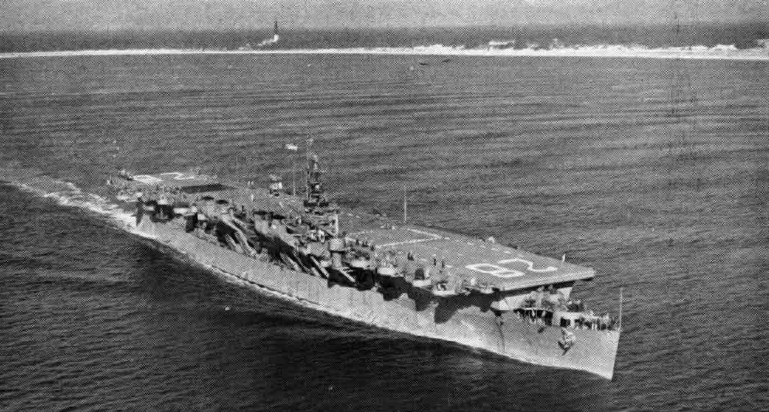
«Кебот» в 1949 році
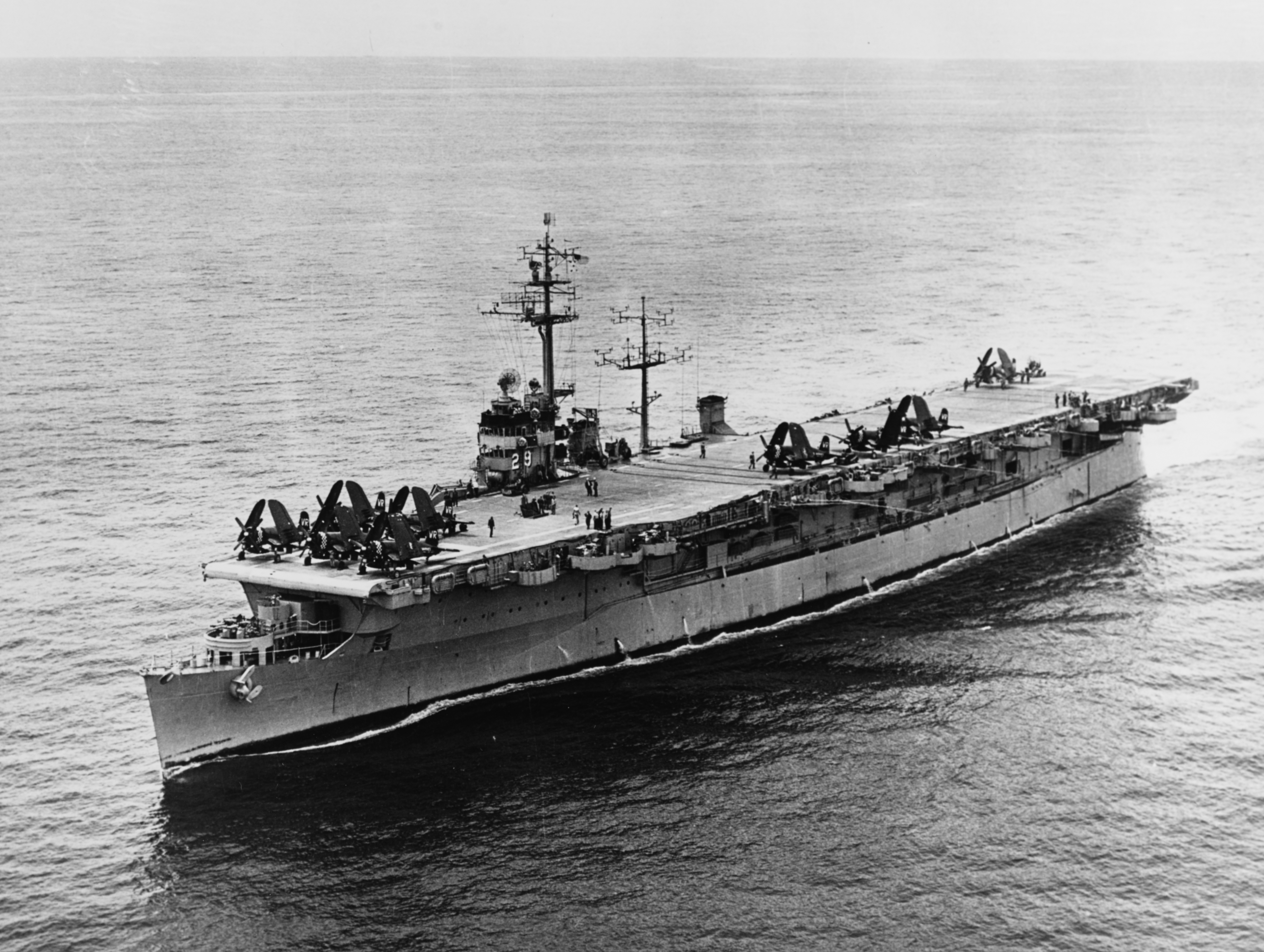
«Батаан» в 1952 році
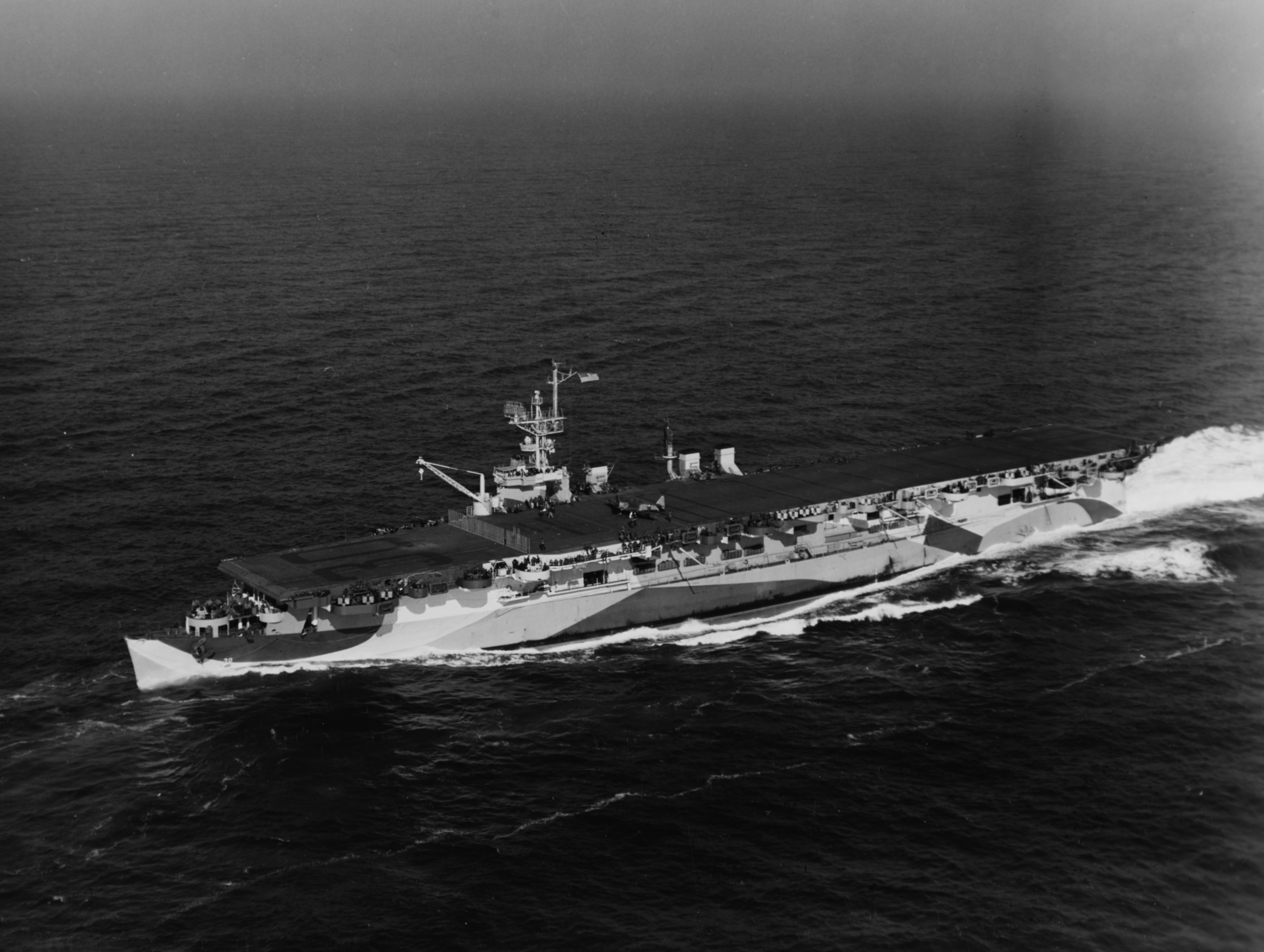
«Сан-Джасінто» в 1944 році
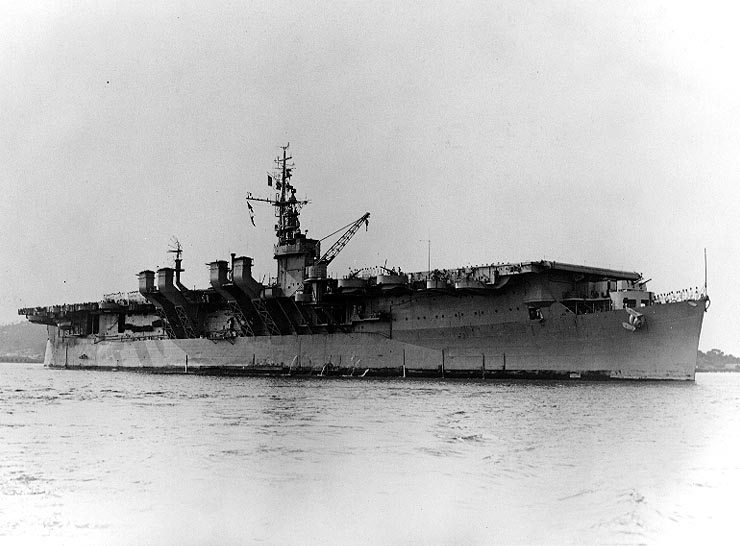
«Лафаєт» в 1951 році
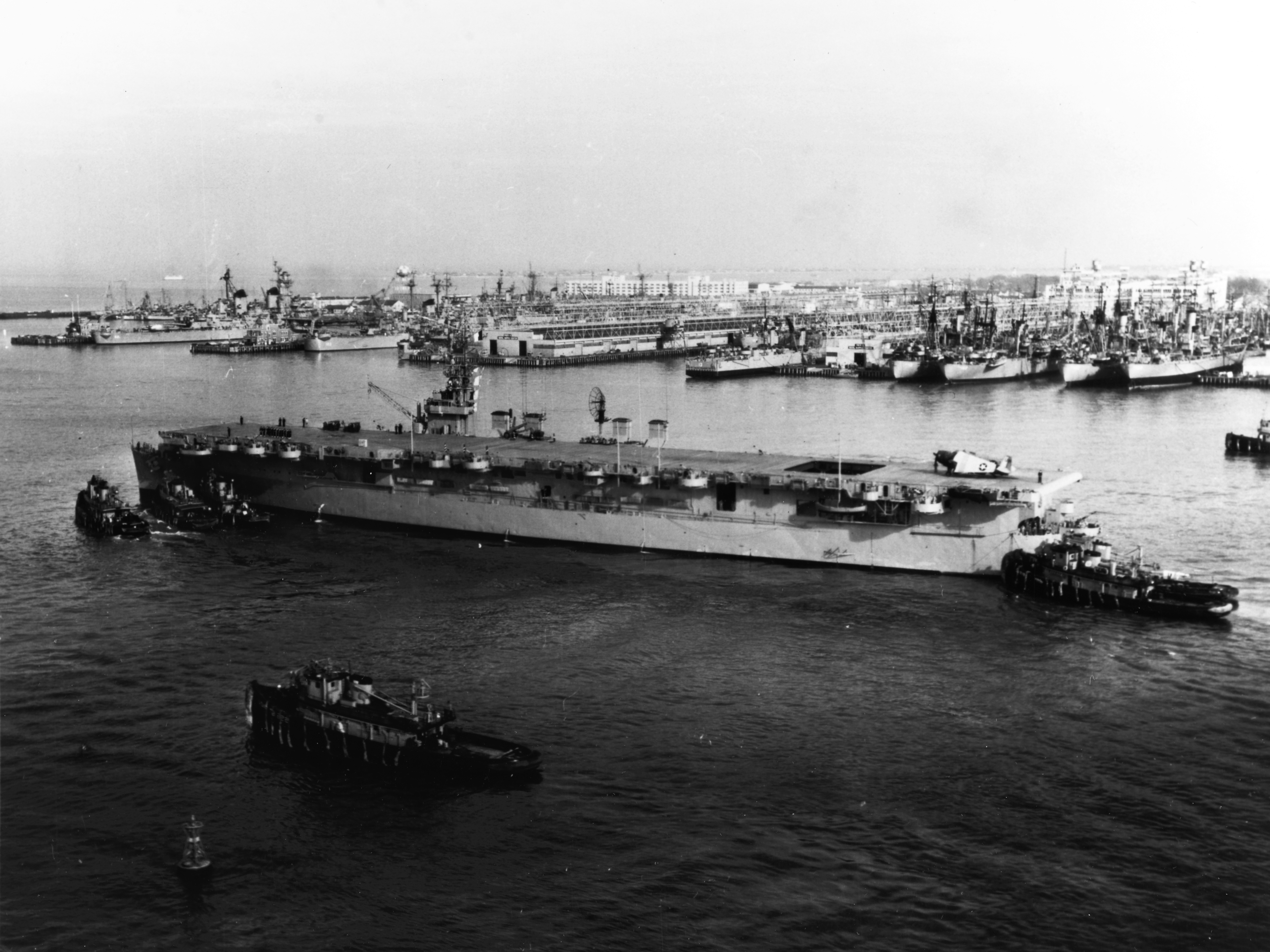
«Буа Белло» в 1953 році
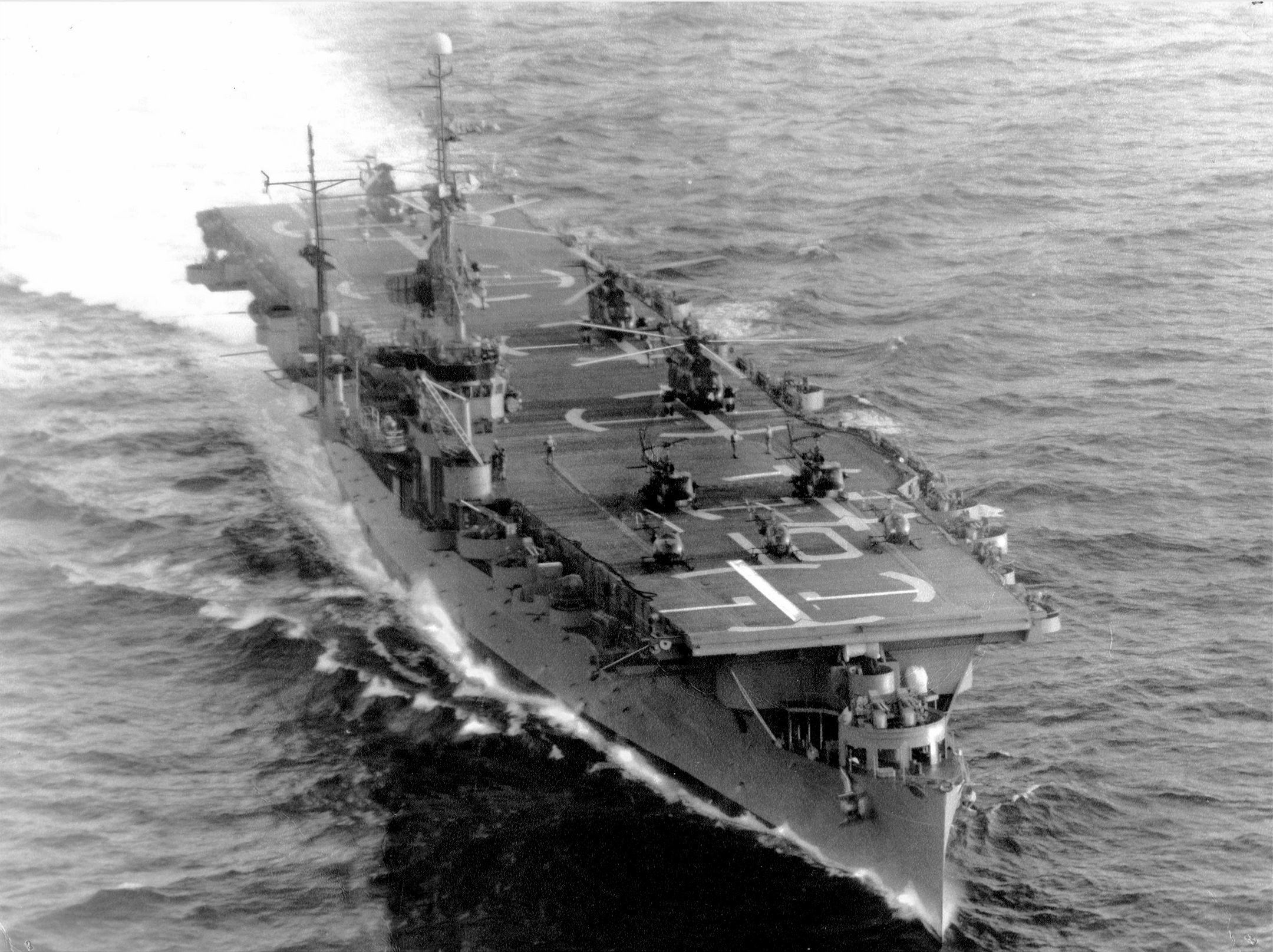
«Дедало» в 1968 році